# Valgañón
Valgañón – gmina w Hiszpanii, w prowincji La Rioja, w La Rioja, o powierzchni 31,74 km². W 2011 roku gmina liczyła 125 mieszkańców.